# Communalisme
Ne doit pas être confondu avec Communalisme (Asie du Sud).

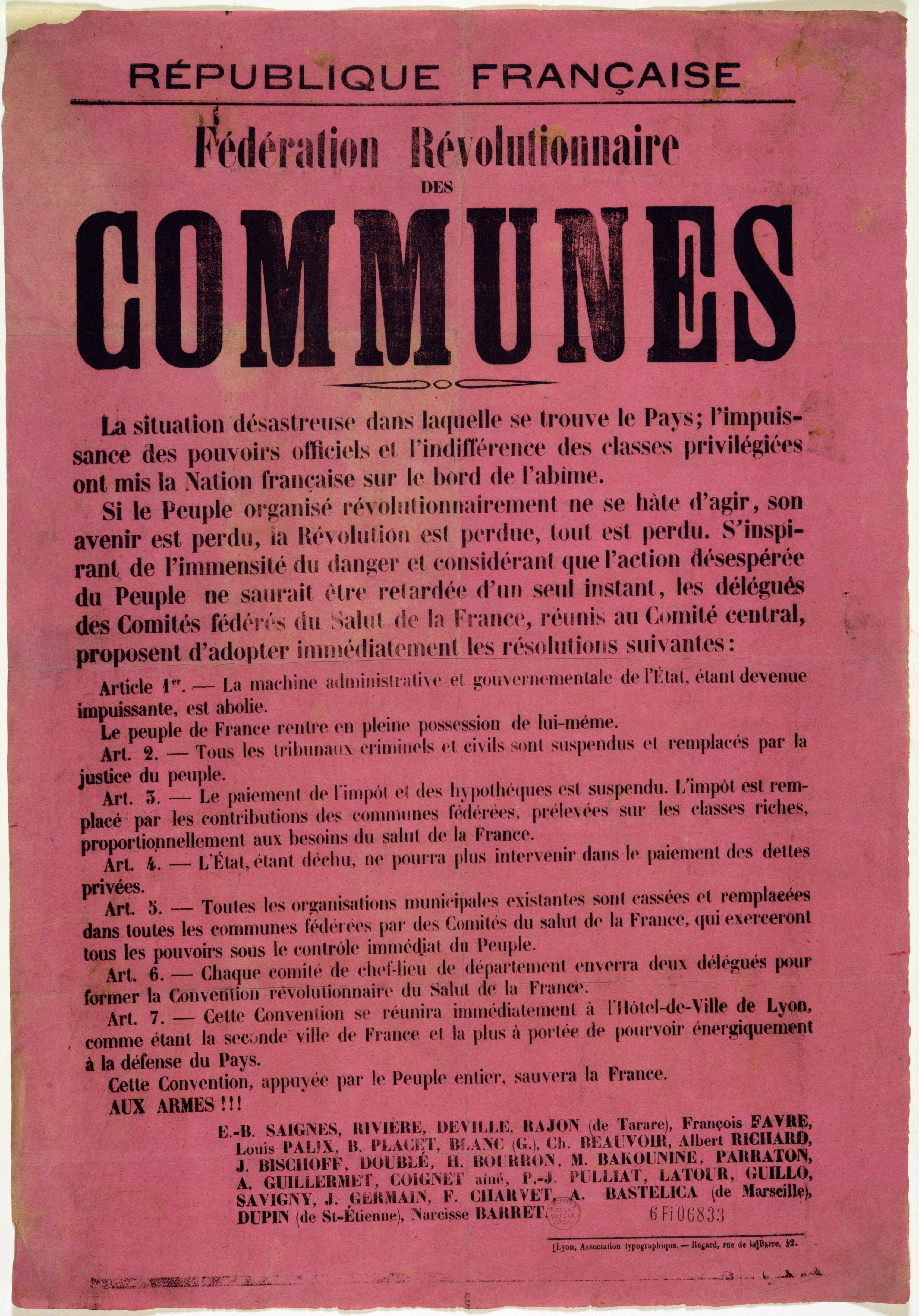
Déclaration de la Commune de Lyon (septembre 1870) présentant un projet communaliste français.

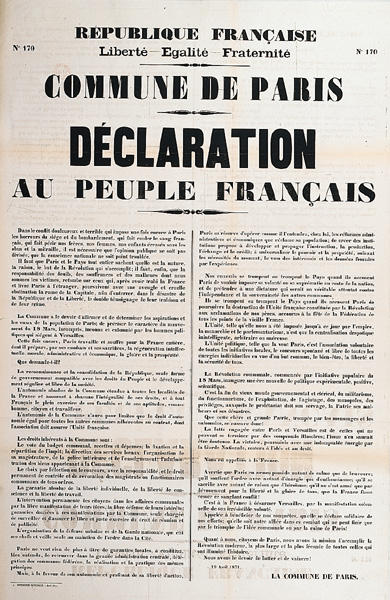
La Déclaration au peuple français de 1871 définit le projet d'organisation de la France en une fédération de communes reposant sur la démocratie directe.

Le communalisme est une forme d'organisation politique reposant sur une fédération de communes administrées dans le cadre de la démocratie directe. Dans son acception moderne, il fait essentiellement référence à l'organisation politique alternative au régime parlementaire proposée pour la France par les communes insurrectionnelles françaises en 1870-1871.

## Définitions
Le Kommunalismus (de) est un terme utilisé par l'historien allemand Peter Blickle (de) pour définir une forme de gouvernement représentatif en Europe avant 1800. Le concept est principalement basé sur l'Allemagne du Saint-Empire romain où il décrit l'institutionnalisation communale répandue dans les villages et les villes entre le XIVe siècle et le XVIe siècle.
Dans l'histoire sociale, le communalisme fait référence aux différentes « communes » qui, au XIXe siècle, revendiquent tout à la fois un projet d'organisation local de démocratie directe et d'organisation globale fédérale, telles la Commune de Lyon (1870), la Commune de Marseille, la Commune de Saint-Étienne ou la Commune de Paris (1871), ou plus récemment la Commune d'Oaxaca (révolte de Oaxaca) en 2006, ou le chiapas zapatiste (Mexique) ou la révolution du rojava menée par l'Armée syrienne libre et les Forces démocratiques syriennes et kurdes (Syrie).
En anthropologie, le terme a été utilisé dans l'analyse de la société et de la politique en Inde. En général, il se réfère aux politiques locales liées aux communautés religieuses ou aux castes, par opposition aux autres formes d'organisations sociales comme la nation ou l'État.
Le communalisme libertaire désigne la mise en œuvre locale de l'écologie sociale élaborée par le théoricien anarchiste, communiste libertaire et écologiste politique américain Murray Bookchin, et qui a inspiré le confédéralisme démocratique en place au Rojava.
Au XXIe siècle, le philosophe marxiste Kohei Saito met en exergue Barcelone qui, au titre de membre de Fearless cities (« Villes sans peur »), s'est approprié le municipalisme. Ces idées sont développées dans la Barcelona climate emergency declaration (« Déclaration d'urgence climatique de Barcelone »).